# Yasmine Mohammed
Yasmine Mohammed es una educadora canadiense, exmusulmana, activista de los derechos humanos y autora crítica del islam. Mohammed, que escapó de un matrimonio forzado y abusivo con un agente de Al Qaeda, se convirtió en defensora de los derechos de las mujeres a través de su organización sin fines de lucro Free Hearts, Free Minds. Es miembro del Buró de Portavoces del Center for Inquiryy del consejo asesor del Brighter Brains Institute.
Mohammed tiene un sitio web llamado Confessions of an Ex-Muslim [Confesiones de una exmusulmana]. A través de su iniciativa Free Hearts, Free Minds, apoya a exmusulmanes ocultos en países de mayoría musulmana y coordina una campaña en línea llamada #NoHijabDay contra el Día mundial del hijab.
Mohammed ha sido entrevistada por Sam Harris, Seth Andrews y varios medios de comunicación de diversos países y en 2019 publicó el libro Unveiled: How Western Liberals Empower Radical Islam ["Desveladas: cómo los liberales occidentales empoderan el islam radical"].

## Familia y primeros años
La madre de Mohammed es egipcia, sobrina del expresidente Muhammad Naguib, y su padre es palestino. Nació en Vancouver (Columbia Británica, Canadá).
La familia vivió una vida secular hasta que su padre los abandonó, cuando ella tenía dos años, dejando a la madre con tres hijos pequeños. La madre de Mohammed buscó la comunidad musulmana y el apoyo de una mezquita local, donde conoció a un hombre que dijo que le ayudaría. Ya estaba casado, tenía tres hijos propios, pero la madre de Mohamed se convirtió en su segunda esposa. Mohammed tenía nueve años en ese momento, y afirma que la situación de su madre mejoró, ya que su nuevo marido no la maltrataba como su primer marido. Sin embargo, Mohammed declara en una entrevista con Sam Harris que su padrastro abusó físicamente de ella y sus hermanos. Su madre se convirtió en musulmana renacida, lo que cambió la vida de Mohammed. Ya no se le permitía salir a jugar con sus amigos y tenía que orar cinco veces al día. La obligaron a usar un hiyab y la golpearon por no memorizar el Corán. Comenzó a asistir a una escuela islámica que se estableció en la mezquita. Cuando tenía 13 años, le contó a un maestro de confianza sobre el abuso que estaba experimentando y le mostró sus moretones. Se llamó a la policía y el caso llegó a los tribunales, pero Mohammed afirma que el juez dictaminó que debido a que su familia era árabe, tenían derecho a disciplinarla de esa manera. Afirma que le hizo sentir que no le importaba tanto como a otros niños.
Mohammed ha descrito a menudo la forma en que fue criada como «malvada». Comenzó a usar el nicab a los 19 años, después de que le presentaran a su futuro esposo.

### Matrimonio forzado con un operativo de Al-Qaeda
Cuando Mohammed tenía 20 años, se vio obligada a casarse con un miembro de Al Qaeda y tuvo una hija con él. Más tarde escapó del matrimonio para proteger a su hija de la amenaza de mutilación genital femenina. Cambió sus nombres y se mudó a una ciudad diferente, ya que estaba preocupada de que su hija fuera secuestrada y criada como musulmana. Aunque estaba convencida de que su marido estaba en prisión, seguía asustada porque era miembro de Al-Qaeda. Después de su fuga, obtuvo préstamos para estudiantes y se inscribió en la Universidad de Columbia Británica, donde tomó una clase de historia de la religión y comenzó a examinar el Islam de manera más crítica por primera vez.

## Activismo
Mohammed se decidió a elevar su voz tras ver a Ben Affleck y Sam Harris debatir sobre el Islam en el programa de televisión Real Time with Bill Maher. Ha criticado tanto al islam como a la izquierda —a la que acusa de apoyar inadvertidamente el Islam radical a través de su trabajo para combatir la islamofobia. Mohammed se opone fuertemente a la práctica de llevar hijab, así como a los intentos de promover su uso. Para protestar contra el Día mundial del hijab, promovió el hashtag #NoHijabDay en las redes sociales, viendo el hijab como «una herramienta de opresión, una prenda que perpetúa la cultura de la violación».
Mohammed también ha recaudado dinero para ayudar a Rahaf Mohammed, una asilante que huyó a Canadá desde Arabia Saudita para escapar de su familia abusiva. Según Erich J. Prince, Mohammed se ha convertido en una comentarista frecuente de la relación del Islam con Occidente, particularmente en Canadá.
Mohammed sirvió de testigo en el Comité Permanente del Patrimonio Canadiense el 8 de noviembre de 2017 con respecto a la inclusión de la palabra islamofobia en la Moción 103. Indicó que el objetivo de la moción es «... sofocar la intolerancia contra los seres humanos», pero argumentó que el término «islamofobia» no protege a los musulmanes sino que protege a la ideología del Islam. Mohammed fue una de los varios testigos que advirtieron a los miembros del comité que no se apresuraran a legislar debido al «creciente clima público de odio y miedo». Mohammed y otros testigos recomendaron que las leyes existentes deben ser aplicadas y fortalecidas para frenar el odio y la discriminación hacia todos los canadienses y no solo un grupo de canadienses.
Según el Jerusalem Post, Mohammed es una voz importante en la comunidad exmusulmana que se dirige a audiencias de todo el mundo.
Mohammed mantiene una posición crítica respecto de Hamás.

Luego del ataque de Hamas a Israel, mientras leía publicación tras publicación en las redes sociales refiriéndose a Hamas como luchadores por la libertad involucrados en la resistencia anticolonial, me ha impactado el peso devastador de esta mentira. Es un insulto para los palestinos referirse a estos terroristas como nuestros luchadores por la libertad. A manos de Hamas, el pueblo judío ha soportado horrores no vistos desde el Holocausto. Y, al igual que los nazis, Hamas no considera a los judíos como seres humanos. Según su pacto de 1988, todo judío debe ser erradicado de esta tierra. Su objetivo no es el genocidio del pueblo judío en Israel: su objetivo es el genocidio de todo el pueblo judío de este planeta, punto. Mi padre odiaba que Hamas hubiera dominado la conversación y se hubiera posicionado como la cara de Gaza en todo el mundo. Mi padre nació y creció en Gaza y vivió allí hasta que se fue a Egipto para asistir a la universidad. Aunque dejó Egipto para ir a San Francisco y luego se mudó a Montreal, siempre llevó a Gaza en su corazón. 

Hace un podcast.

### Free Hearts, Free Minds
Mohammed fundó una organización sin fines de lucro llamada Free Hearts, Free Minds [corazones libres, mentes libres] que ayuda a los exmusulmanes que viven en países de mayoría musulmana con penas de muerte sancionadas por el estado por apostasía del Islam. La organización brinda asesoramiento psicológico a las personas que abandonan el Islam, centrándose especialmente en brindar servicios a mujeres de Arabia Saudita y personas LGBT del mundo musulmán.

## Publicaciones
Mohammed escribió un libro de memorias titulado Unveiled: How Western Liberals Empower Radical Islam [Desveladas: cómo los liberales occidentales empoderan el islam radical], que publicó el 25 de septiembre de 2019. Su libro fue rechazado por editoriales durante dos años, hasta que Sam Harris la convenció de para que se auto publicara. Las memorias describen su crianza en un hogar islámico fundamentalista en Canadá, su padrastro golpeando la planta de sus pies por no recitar sus oraciones correctamente, su matrimonio contra su voluntad con un agente de Al-Qaeda, su fuga y posterior activismo.
En una entrevista con Seth Andrews, presentador del podcast The Thinking Atheist, Andrews cuestionó su elección del título. Debido a que no todos los liberales occidentales empoderan al islam radical, pensó que el título podría haber sido Unveiled: How Many Western Liberals Empower Radical Islam [Desveladas: cómo muchos liberales occidentales empoderan el islam radical]. Mohammed respondió que un título más exacto para el libro podría haber sido How Some Western Liberals Unintentionally Empower Radical Islam [Cómo algunos liberales occidentales empoderan involuntariamente al islam radical], pero esto no habría captado la atención lo suficiente.

## Vida personal
Mohammed se ha vuelto a casar y tiene dos hijas, una de su primer matrimonio y la otra del segundo. Rompió los lazos con su madre después de que esta la amenazase con matarla por no usar el hijab y porque se había convertido en una no creyente.